# マレー・クック
マレー・クック（Murray Cook、1960年6月30日 - ）は、オーストラリアニューサウスウェールズ州カウラ出身のボーカリスト、作曲家、ギタリスト。
ザ・ウィグルスのメンバーでギターを担当している。メンバー・カラーは赤。
| スタブアイコン | サブスタブ | この項目は、まだ閲覧者の調べものの参照としては役立たない、音楽関係者（バンド等）に関連した書きかけの項目です。この項目を加筆・訂正などしてくださる協力者を求めています（P:音楽/PJ:芸能人）。 |